# تريسي جونز
تريسي جونز (بالإنجليزية: Tracy Jones)‏ هو لاعب كرة قاعدة أمريكي، ولد في 31 مارس 1961 في هاوثورني في الولايات المتحدة.

## وصلات خارجية
- تريسي جونز على موقعبيزبول رفرنس.كوم (الدوري الرئيسي) (الإنجليزية)
- تريسي جونز على موقع مشجعي الرسوم البيانية (الإنجليزية)